# Ullíbarri-Arana
Ullíbarri-Arana (oficialmente Ullíbarri-Arana/Uribarri Harana) es un concejo del municipio de Valle de Arana, en la provincia de Álava, País Vasco (España).

## Historia
Hacia mediados del siglo XIX, el lugar, que por entonces formaba ayuntamiento con Alda, tenía contabilizada una población de 161 habitantes. Aparece descrito en el decimoquinto volumen del Diccionario geográfico-estadístico-histórico de España y sus posesiones de Ultramar de Pascual Madoz con las siguientes palabras:

ULLIBARRI-ARANA: l. en la prov. de Alava (á Vitoria 7 leg.), part. jud. de Salvatierra (3), aud. terr. de Búrgos (30), c. g. de las Provincias Vascongadas, dióc. de Calahorra (12); forma ayunt. con Alda: sit. en llano; clima templado; reina el viento SO. y O., y se padecen constipados. Tiene 47 casas, inclusa la municipal; cárcel; escuela de primera educacion para ambos sexos, frecuentada por 58 ó 60 alumnos, y dotada con 24 fan. de trigo; igl. parr. (San Juan Bautista) servida por 3 beneficiados, 2 de los cuales de entera racion, y uno de media; 2 ermitas (San Cristóbal y Ntra. Sra. de Bengolarrea), y para surtido del vecindario varias fuentes de aguas potables. El térm. confina N. Alda; E. y S. sierra de Encia, y O. Contrasta: comprendiendo dentro de su circunferencia dos montes bastante poblados. El terreno es de buena calidad, y corren por él 2 arroyos, que tienen su origen en una fuente. caminos: al valle de Lana, Zúñiga y Orbiso: el correo se recibe de Salvatierra. prod.: trigo, lentejas, habas, arvejas, avena y cebada; cria de ganado de toda especie; caza de palomas; pesca de cangrejos. ind.: ademas de la agricultura y ganaderia, hay un molino harinero. pobl.: 30 vec., 161 alm. contr.: con su ayunt. (V.). Antiguametne fue ald. de Contrasta, se emancipó despues de 1654, haciéndose v. por sí, juntamente con Alda: su señ. se cuenta entre las posesiones de los marqueses de Campovillar.
(Madoz, 1849, p. 213)

En la actualidad, pertenece al municipio de Valle de Arana. En 2022, tenía empadronados 47 habitantes.

## Demografía
| Gráfica de evolución demográfica de Ullíbarri-Arana entre 2000 y 2017 |
|                                                                       |
| Población de derecho según los censos de población del INE.           |

## Patrimonio
Hay en el concejo una iglesia de San Juan Bautista y una ermita de San Cristóbal.